# Super Nintendo World
Super Nintendo World es una zona temática de Universal Studios Japan, Universal Studios Hollywood y Universal Epic Universe, con una futura zona en construcción en Universal Studios Singapore. Fruto de la colaboración entre Nintendo y Universal Destinations & Experiences, la zona está basada en las franquicias de videojuegos de Nintendo, principalmente Mario y Donkey Kong.
La asociación entre Nintendo y Universal se anunció en mayo de 2015. Al año siguiente se anunció la construcción de una zona temática de Nintendo para Universal Studios Japan y las dos sedes estadounidenses. La construcción de la zona de Universal Studios Japan comenzó en junio de 2017. Tras varios retrasos debidos a la pandemia de COVID-19, el área se inauguró en Universal Studios Japan el 18 de marzo de 2021. La ubicación de Universal Studios Hollywood abrió el 17 de febrero de 2023, y la versión Epic Universe abrió junto con el resto del parque el 22 de mayo de 2025. Shigeru Miyamoto, creador de Mario, participó activamente en el diseño de la zona y las atracciones.

## Historia
Tras varios años de descenso de los ingresos por juegos y de la cuota de mercado de las consolas, Nintendo buscó vías para aprovechar y desarrollar sus propiedades intelectuales, y se asoció con Universal Destinations & Experiences para crear un parque temático. La asociación, anunciada en mayo de 2015 y otras franquicias de Nintendo como temas en las áreas dedicadas de los parques temáticos de Universal. La colaboración de 40 000 millones de yenes (351 millones de dólares) construida para Universal Studios Japan en Osaka es similar en escala a la inversión de Universal en la franquicia de Harry Potter. El 29 de noviembre de 2016 se colgó un vídeo de una entrevista en el que se adelantaban los objetos que se estaban construyendo para el terreno. Ese mismo día, Universal anunció que también se construirían zonas Super Nintendo World en las dos sedes estadounidenses de Universal en Hollywood y Florida. La primera imagen conceptual de la iteración japonesa de la zona se desveló entonces el 12 de diciembre de 2016.
La construcción de los terrenos de Universal Studios Japan comenzó en junio de 2017 con una ceremonia de colocación de la primera piedra, mientras que la construcción del terreno en Universal Studios Hollywood comenzó a principios de 2019. Tras meses de filtraciones de información y patentes, el 8 de julio de 2019 se filtraron fotografías de la maqueta de Universal Creative para la iteración japonesa de la zona. El 13 de enero de 2020, Universal desveló las Power-Up Bands interactivas y lanzó un vídeo musical en YouTube para la próxima tierra, utilizando la canción «We Are Born to Play» de Galantis & Charli XCX. En un principio, estaba previsto que se inaugurara antes de los Juegos Olímpicos de Verano de 2020, pero se retrasó debido a la pandemia de COVID-19. El 18 de diciembre se emitió un Nintendo Direct sobre el parque en el canal oficial de Nintendo en YouTube, en el que Shigeru Miyamoto, creador de Mario, presentaba un recorrido por una pequeña parte del parque. El 26 de diciembre, la tierra se abrió en primicia para los poseedores del pase anual de Universal Studios Japan.
El 30 de noviembre de 2020, Universal anunció oficialmente que la tierra abriría en Universal Studios Japan el 4 de febrero de 2021; sin embargo, en enero la apertura se volvió a retrasar indefinidamente después de que el gobierno japonés volviera a imponer el estado de emergencia en respuesta a una tercera oleada de infecciones por COVID-19 en la ciudad. Sin embargo, a partir del 4 de febrero, los visitantes con un pase anual de Universal Studios Japan podrán visitar la zona. Finalmente se abrió al público el 18 de marzo. Un mes después de su apertura, la totalidad de Universal Studios Japan cerró del 25 de abril al 7 de junio, debido al COVID-19.
El 10 de marzo de 2022, Universal Studios Hollywood anunció que su versión del terreno abriría en 2023, una vez finalizada la construcción por parte de PCL Construction. con la fecha concreta del 17 de febrero, anunciada entonces el 14 de diciembre. La zona se inauguró el 12 de enero de 2023 en el marco de los ensayos técnicos para los visitantes con reserva, y se abrió oficialmente el 17 de febrero de 2023, aproximadamente un mes y medio antes del estreno de la película de Universal/Illumination Super Mario Bros.: la película. Para celebrar el segundo aniversario de Super Nintendo World en Japón, el 18 de marzo de 2023 se puso a la venta una edición limitada de una banda potenciadora de color dorado. La banda dorada también se estrenó en la zona de Universal Studios Hollywood con motivo de su primer aniversario, el 17 de febrero de 2024.
A finales de enero de 2020, varios ejecutivos de Comcast confirmaron la presencia de Super Nintendo World en Universal Epic Universe. En un principio, estaba previsto que el parque abriera sus puertas en 2023, pero la apertura prevista se retrasó a 2025 como consecuencia de la pandemia de COVID-19. La iteración de Epic Universe de la tierra fue anunciada oficialmente en febrero de 2023, con el CEO de Universal Destinations & Experiences Mark Woodbury llamándolo el «secreto peor guardado de la historia». El 2 de mayo de 2024, los canales oficiales de Nintendo y Universal anunciaron que Super Nintendo World en Universal Epic Universe llegaría en 2025 con la zona de Donkey Kong Country, además de Super Mario Land.

## Diseño

### Universal Studios Japan

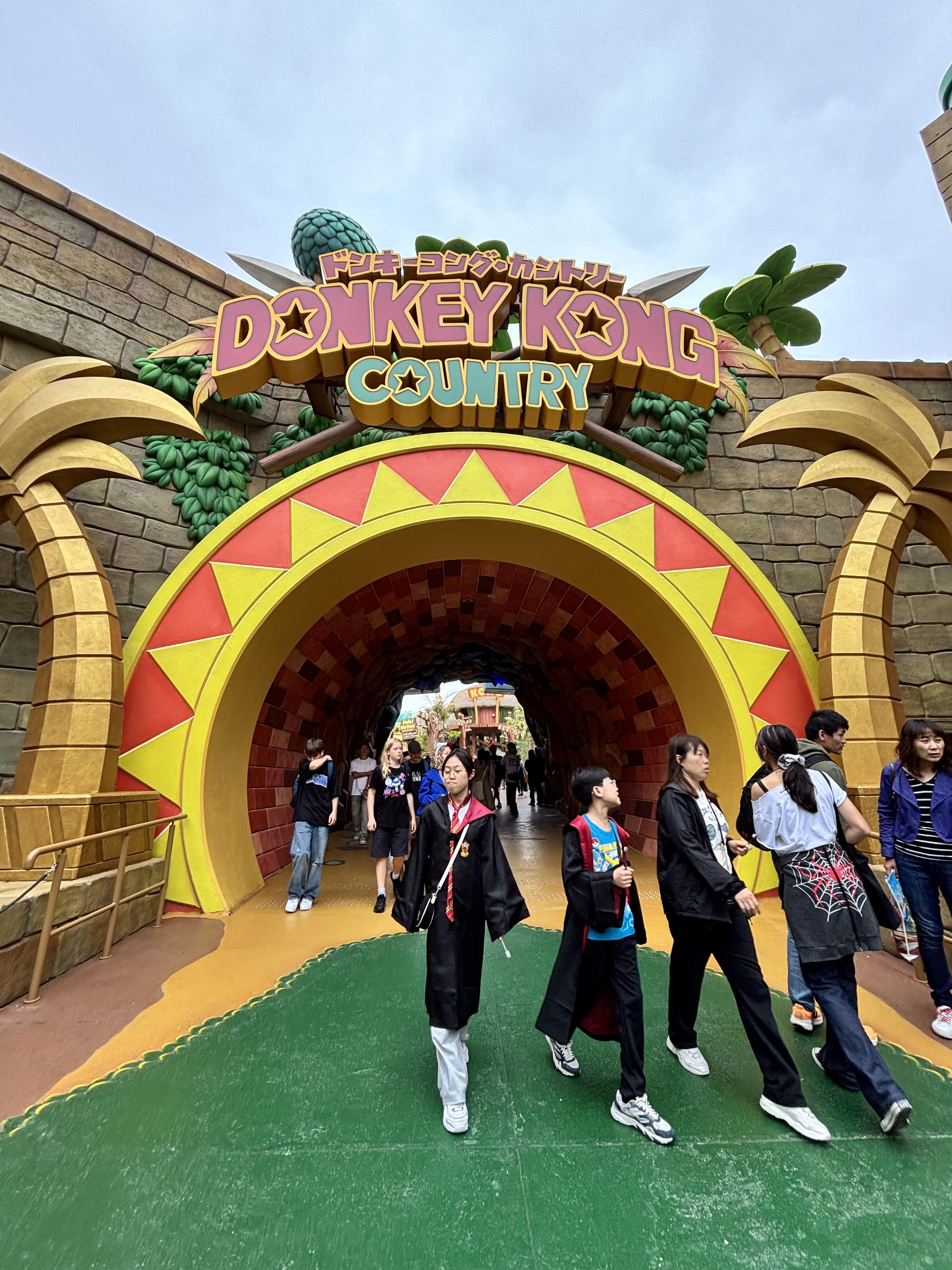
La entrada a Donkey Kong Country en Super Nintendo World en Universal Studios Japan

En Universal Studios Japan, Super Nintendo World está encajado en el extremo norte del parque, al oeste de The Wizarding World of Harry Potter y al sur de la sede de Nintendo, que se encuentra a las afueras de la propiedad. Los visitantes acceden a la zona a través de una tubería Warp desde una plaza de entrada. A la plaza de entrada se accede desde una pasarela que se bifurca justo al lado de la señal de WaterWorld. La plaza de entrada tiene postes de luz, una estrella de energía en el pavimento y una señalización de Super Nintendo World junto a la tubería. La tubería conduce al Castillo de la Princesa Peach. Cuando los visitantes salen del castillo, entran en el patio de la segunda planta, inmersos en el Reino Champiñón con el Castillo de Bowser al otro lado de la zona. Varios Pikmin pueden encontrarse por el terreno en salientes, y algunos llevan objetos como monedas y una baya. La zona incluye prismáticos con visor de torre basados en Super Mario 3D Land que utilizan tecnología AR, e incluyen un cameo de Rosalina y su Observatorio de Cometas.
Los visitantes pueden utilizar las Power-Up Bands que se venden por separado y la aplicación oficial para smartphones de Universal Studios para llevar un registro de sus sellos de personaje, Key Challenges, monedas recogidas y su puntuación más alta en Mario Kart: Koopa's Challenge. En la aplicación también se pueden ver las puntuaciones por equipos, individuales y diarias de la zona. Las bandas potenciadoras también funcionan como Amiibo para sus respectivos personajes en los videojuegos de Nintendo Switch compatibles con Amiibo.

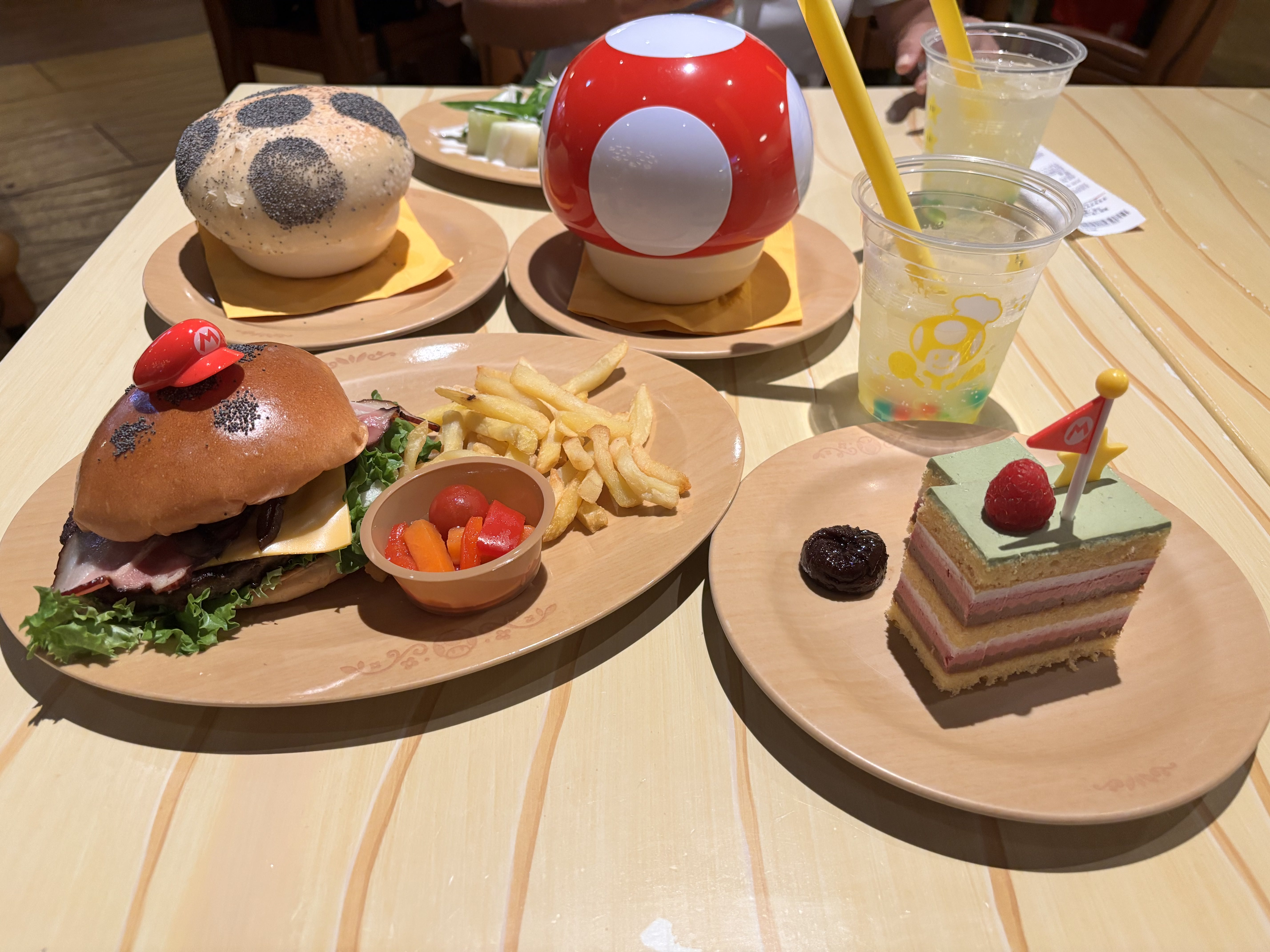
Una comida típica en Kinopio's Cafe

Hay varios encuentros con personajes disfrazados por toda la zona. La Princesa Peach se encuentra en un mirador junto a su castillo, mientras que Mario y Luigi están cerca de la entrada a la atracción Yoshi's Adventure. Toad no tiene un punto de encuentro fijo, sino que los visitantes pueden encontrarlo en distintas partes de la planta baja. Desde 2022, la zona se engalana anualmente con decoraciones festivas de temática invernal como parte del parque temático «No Limit! Christmas Event!».
El 28 de septiembre de 2021, se anunció una ampliación temática de la serie Donkey Kong que se inauguraría en 2024, con una montaña rusa, experiencias interactivas y productos y comida temáticos. La tierra fue revelada oficialmente el 5 de diciembre de 2023 con el nombre de Donkey Kong Country, así como nuevos detalles sobre la montaña rusa Mine-Cart Madness. El 2 de mayo de 2024 se confirmó que la atracción simularía la sensación de «saltar la pista» sin el uso de pantallas. Para ello se utilizaría un nuevo tipo de montaña rusa llamada boom coaster, que utiliza un brazo para conectar las ruedas al carro situado encima. Donkey Kong Country se inauguró el 11 de diciembre. El 11 de noviembre de 2024, se reveló que la sección del Reino Champiñón se llama Super Mario Land.

### Universal Studios Hollywood

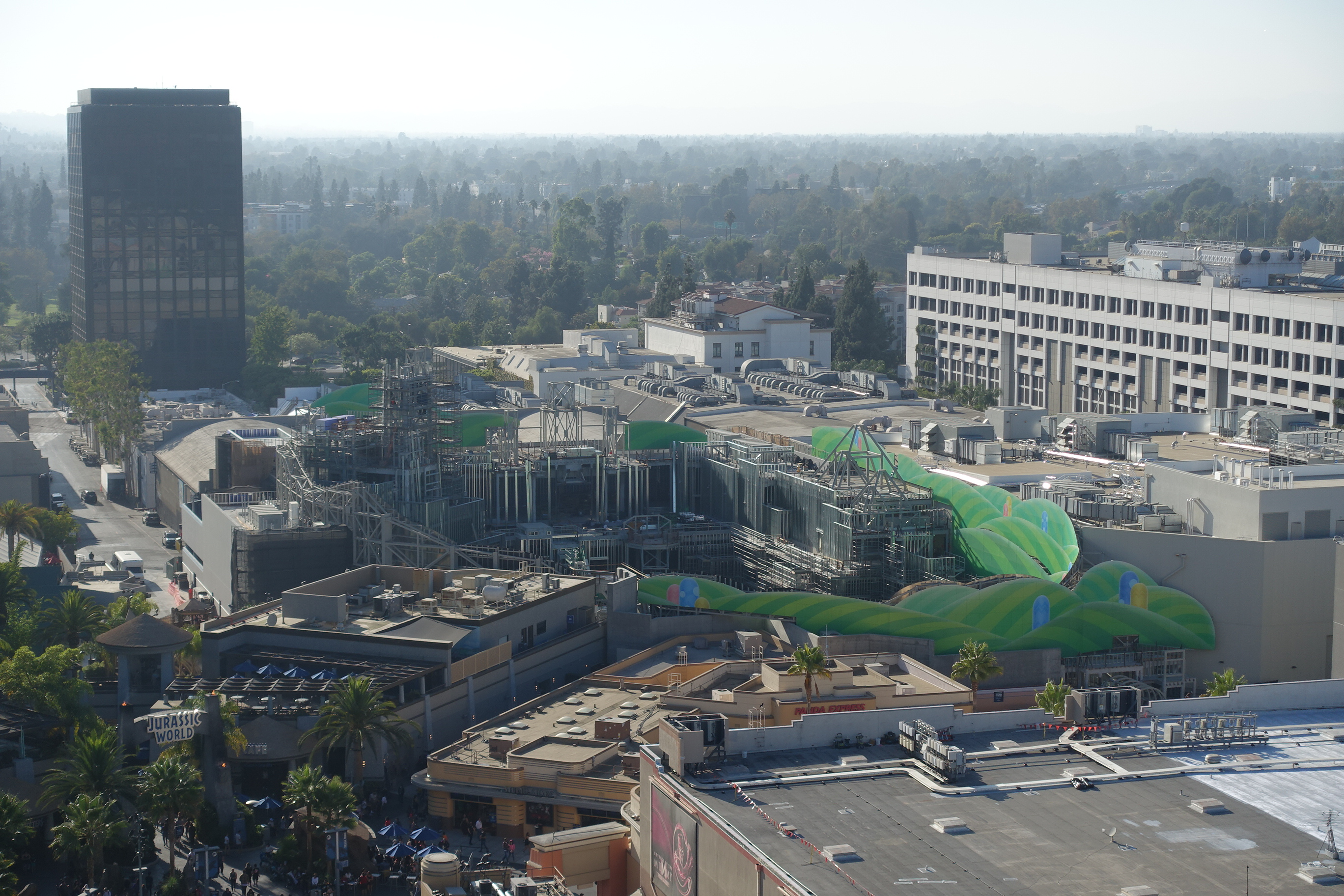
Super Nintendo World en Universal Studios Hollywood en construcción en septiembre de 2021

La zona más pequeña de Super Nintendo World de Universal Studios Hollywood se encuentra en el Lower Lot del parque, encajonada entre la zona de Jurassic World y Transformers: The Ride - 3D. Debido a la escasez de espacio disponible en el Lower Lot, Universal demolió y reubicó los escenarios de sonido para hacer sitio a la construcción del terreno.

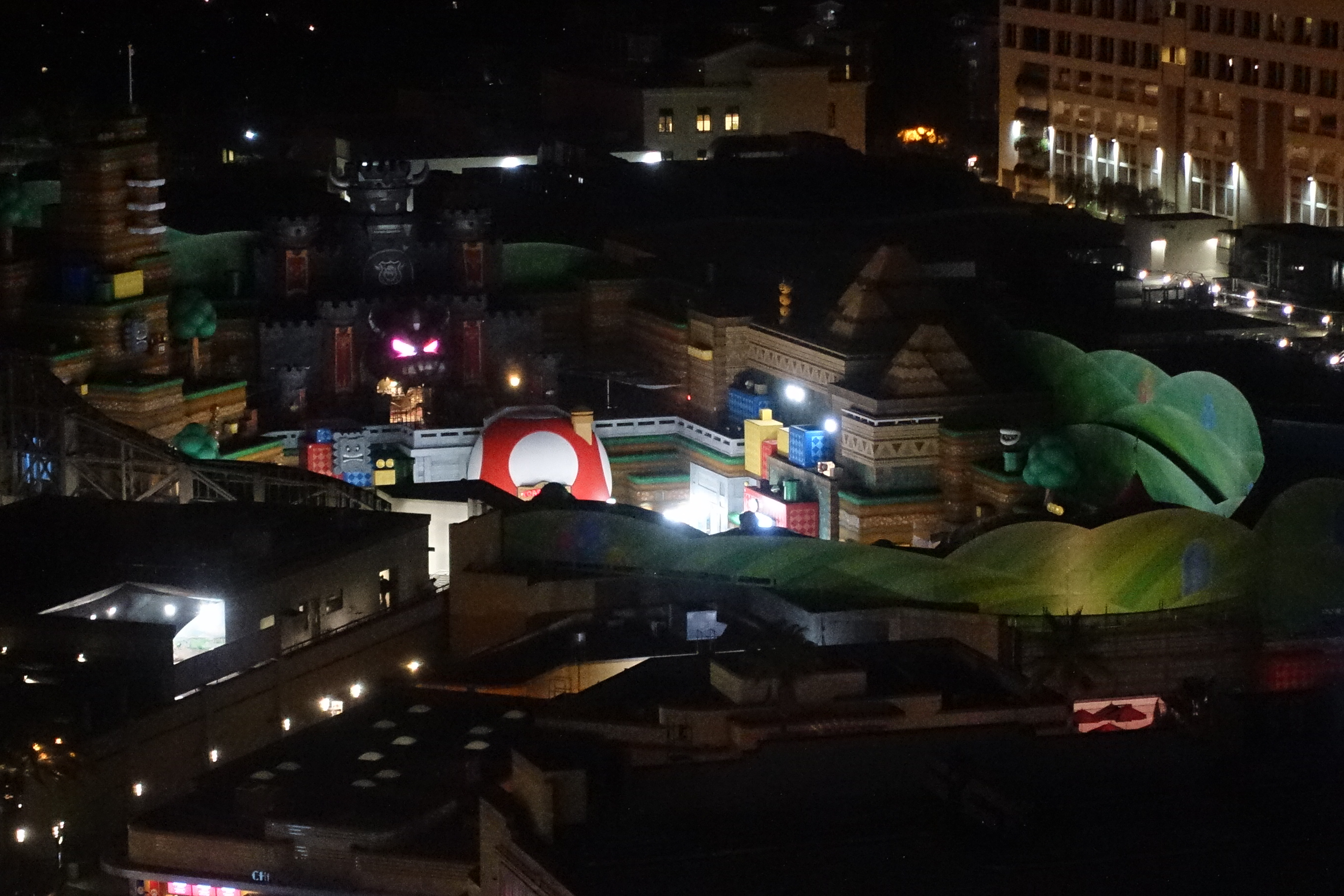
Una vista nocturna de la condensada iteración hollywoodiense de la tierra

La inauguración de la zona en enero de 2023 reveló lo que esta iteración condensada de la tierra tenía que excluir. Esta ubicación carece de la atracción Yoshi's Adventure, la zona de Donkey Kong Country y las secciones interactivas «Bob-Omb Kaboom Room», «Note Block Rock» y «Slot Machine» de la atracción Power-Up Band Key Challenges. A pesar de la ausencia de la atracción de Yoshi, la cola extendida de Mario Kart: Bowser's Challenge cuenta con pasillos temáticos de Yoshi's Adventure. La zona también carecía de encuentros con Sapo hasta el 15 de julio de 2023.

### Universal Epic Universe
La zona Super Nintendo World de Universal Epic Universe está situada entre Celestial Park y Dark Universe. El diseño de la zona es muy similar al de Universal Studios Japan, pero menos compacto, con la zona del patio más extendida, lo que la convierte en la mayor iteración de la zona. A diferencia de las otras dos versiones, el Warp Pipe incluye escaleras mecánicas en lugar de una pasarela. Además, hay una entrada secundaria con ascensores para los huéspedes que lleven cochecitos o utilicen silla de ruedas.

### Ubicaciones futuras
El 3 de abril de 2019, Resorts World Sentosa anunció que Super Nintendo World, junto con Minion Land, se llevaría a Universal Studios Singapore, reemplazando el área de Madagascar del parque. A partir de 2025, no se ha confirmado ninguna atracción para esta iteración.